# Namtar
Namtar var i mesopotamisk mytologi dödsgud och budbärare till An, Ereshkigal, och Nergal.
Namtar var son till Enlil och Ereshkigal.